# Goldschalen von Terheide
Als Goldschalen von Terheide wird ein Fund aus der jüngeren Bronzezeit bezeichnet. Der Straßenbauarbeiter Jacob Behrend Braams entdeckte die beiden Goldschalen 1872 im gleichnamigen Ort auf dem Gebiet der heutigen Samtgemeinde Holtriem in Ostfriesland. Ursprünglich befanden sie sich in einem Tongefäß, das jedoch nicht aufbewahrt wurde. Es ist unklar, ob es sich bei dem Fund um einen Opfer-, Schatz- oder Grabfund handelt. Die Goldschalen sind heute im Niedersächsischen Landesmuseum Hannover zu sehen. Duplikate befinden sich im Ostfriesischen Landesmuseum in Emden.

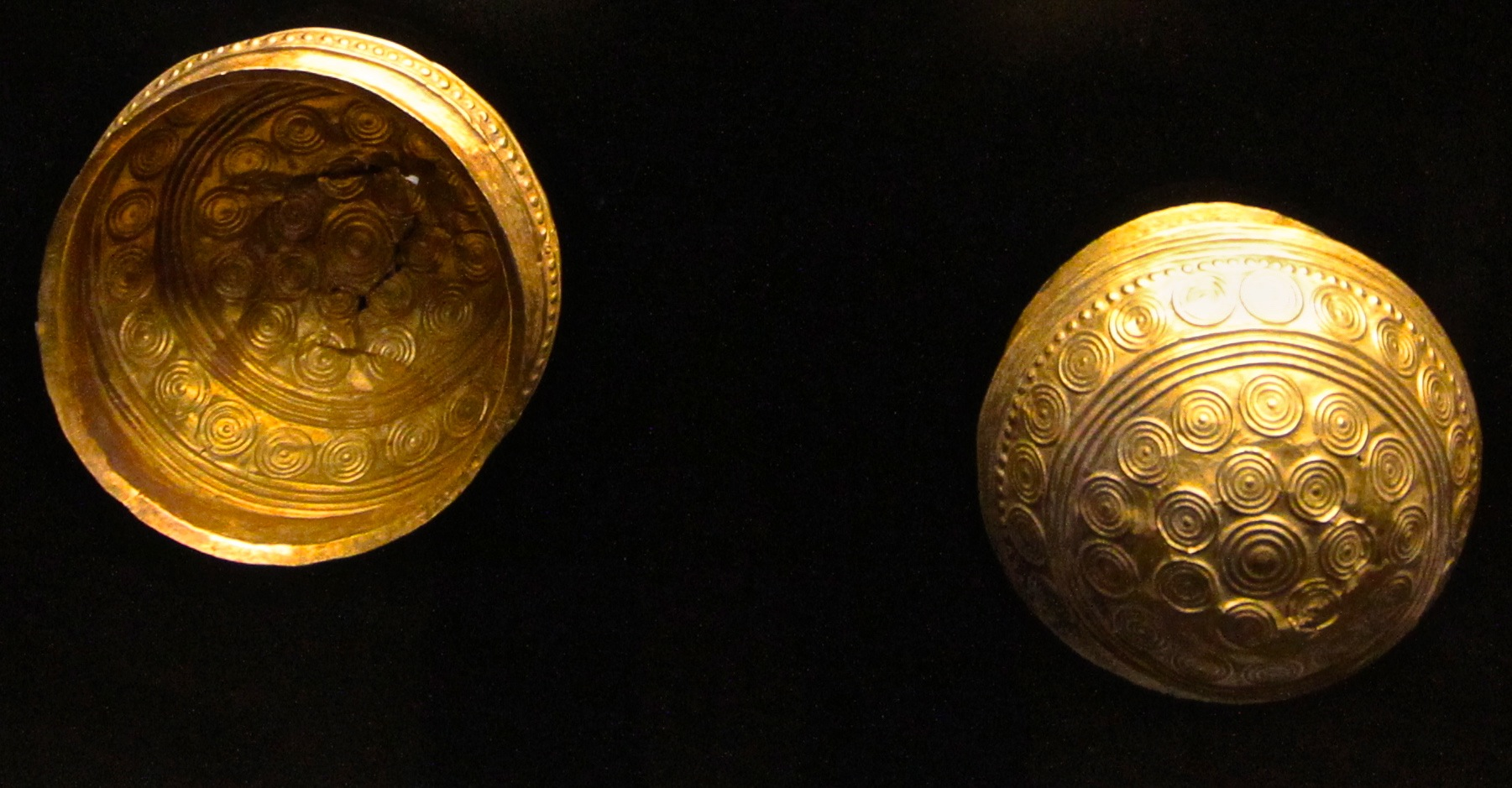
Die Goldschalen von Terheide

## Fundgeschichte
Jacob Behrend Braams stieß beim Ausheben eines flachen Grabens auf dem Bankett der Landstraße von Dornum nach Sandhorst nur einen Spatenstich tief auf einen harten Gegenstand. Als er diesen aus dem Weg räumen wollte, erwies er sich nicht als Stein, sondern als Rest eines Tongefäßes, in dem sich zwei goldene Kapseln befanden. Das Provinzialmuseum Hannover, der Vorläufer des heutigen Niedersächsischen Landesmuseum Hannover, erkannte die Bedeutung der Schalen und kaufte sie. Dem Finder zahlte das Museum 100 Taler. Das war mehr als der damalige Materialwert.
Wer die Schalen einst dort deponierte und warum er dies tat, ist unklar. Bis heute ist nicht gesichert, ob es sich bei dem Fund um einen Opfer-, Schatz- oder Grabfund handelt. Möglicherweise befand sich am Fundort ein schon früher eingeebneter Erdhügel. Hinweise auf ein Grab gibt es jedoch nicht.

## Aufbau
Eine der Schalen ist 6,6 Zentimeter hoch und hat einen Durchmesser von 9,5 Zentimeter und wiegt nur 53,7 Gramm. Die zweite Schale hat eine Höhe von 6,1 Zentimeter, hat einen Durchmesser von 9,8 Zentimeter und wiegt 50 Gramm. Sie bestehen aus Gold, das mit 0,1 Prozent Silber und 0,03 Prozent Blei versetzt ist.
Es war vermutlich ein und dieselbe Person, die die beiden Scheiben mit einem Hammer aus einem Goldblech trieb, das im Durchmesser knapp 100 Millimeter maß und knapp fünf Millimeter dick ist. Um einen zentralen Buckel auf dem äußeren Gefäßboden gruppieren sich konzentrische Kreisen, Linien und Punktreihen. Diese konnten nach dem damaligen Stand der Technik nicht graviert werden, sondern mussten mit Hammer und Punzen einzeln eingeschlagen werden.

## Deutung
Goldgefäße dieser Art gehören zu den seltensten Funden der Bronzezeit. Eine Fundballung gibt es in Südskandinavien, einer Region, in der mit etwa 60 die meisten Goldschalen überhaupt entdeckt wurden. Die Terheider Gefäße belegen nach gängiger Meinung damit die Zugehörigkeit Ostfrieslands zum Nordischen Kreis. Die auf den Terheider Schalen verwendete Symbolik war damals sehr verbreitet und fand auch auf Goldhüten und goldenen Scheiben wie etwa der Goldscheibe von Moordorf Verwendung. Die Kreise werden als Symbole für die Sonne gedeutet. Möglicherweise besaßen sie auch eine verschlüsselte kalendarische Funktion. Eine der schwersten Goldschalen jener Epoche ist die Goldschale von Altstetten, die 1906 bei Zürich gefunden wurde.
Aufgrund der Ähnlichkeit mit dem Fund des Eberswalder Goldschatzes werden die Goldschalen von Terheide in die jüngere Bronzezeit datiert. Wozu sie dienten, ist unklar. Eine Verwendung als Trinkgefäße ist unwahrscheinlich, „da sie keinerlei Gebrauchsspuren aufweisen“. Möglicherweise fanden sie bei kultischen Handlungen Verwendung.